# Mytilidae
De Mytilidae zijn een familie van tweekleppigen. Onder meer de gewone mossel (Mytilus edulis) is lid van deze familie.

## Geslachten
- Adipicola Dautzenberg, 1927
- Adula H. Adams & A. Adams, 1857
- Amygdalum Megerle von Mühlfeld, 1811
- Arcoperna Conrad, 1865 †
- Arcuatula Jousseaume in Lamy, 1919
- Arenifodiens Wilson, 2006
- Arvella Bartsch in Scarlato, 1960
- Aulacomya Mörch, 1853
- Bathymodiolus Kenk & B. R. Wilson, 1985
- Benthomodiolus Dell, 1987
- Botula Mörch, 1853
- Brachidontes Swainson, 1840
- Choromytilus Soot-Ryen, 1952
- Ciboticola Iredale, 1939
- Crenella T. Brown, 1827
- Crenomytilus Soot-Ryen, 1955
- Dacrydium Torell, 1859
- Exosiperna Iredale, 1929
- Fungiacava T. F. Goreau, N. I. Goreau, Neumann & Yonge, 1968
- Geukensia Van de Poel, 1959
- Gibbomodiola Sacco, 1898
- Gigantidas Cosel & B. A. Marshall, 2003
- Gigantidus von Cosel & B. A. Marshall, 2003
- Gregariella Monterosato, 1884
- Idas Jeffreys, 1876
- Ischadium Jukes-Browne, 1905
- Jolya Bourguignat, 1877
- Limnoperna Rochebrune, 1882
- Lioberus Dall, 1898
- Lithophaga Röding, 1798
- Modiolatus Jousseaume, 1893
- Modiolula Sacco, 1897
- Modiolus Lamarck, 1799
- Musculus Röding, 1798
- Mytella Soot-Ryen, 1955
- Mytilaster Monterosato, 1884
- Mytilus Linnaeus, 1758
- Perna Philipsson, 1788
- Perumytilus Olsson, 1961
- Rhomboidella Monterosato, 1884
- Semimytilus Soot-Ryen, 1955
- Septifer Dunker, 1848
- Sinomytilus Thiele, 1934
- Solamen Iredale, 1924
- Stavelia Gray, 1858
- Tamu Gustafson, Turner, Lutz & Vrijenhoek, 1998
- Trichomya Ihering, 1900
- Urumella Hayami & Kase, 1993
- Vilasina Bartsch in Scarlato, 1960
- Vulcanidas Cosel & B. A. Marshall, 2010
- Xenostrobus Wilson, 1967
- Zelithophaga Finlay, 1926

Modiolus:
adriaticus · 
barbatus · 
modiolus · 
Musculus:
costulatus · 
discors · 
niger · 
subpictus

Mytilaster:
lineatus · 
minimus · 
Mytilus: 
†antiquorum · 
edulis · 
galloprovincialis · 
trossulus

Overig: 
†Arcoperna sericea · 
Crenella decussata · 
Dacrydium · 
Modiolula phaseolina · 
Perna woodi · 
†Rhomboidella prideauxi